# 巡礼者姿の聖ヤコブ
『巡礼者姿の聖ヤコブ』（じゅんれいしゃすがたのせいヤコブ、西: Santiago Peregrino、英: Saint James the Pilgrim）は、フランドル出身でスペインに移り住んだ画家フアン・デ・フランデスが1507年ごろ、板上に油彩で制作した絵画である。イエス・キリストの12使徒の1人で、キリストに近しい弟子聖大ヤコブを巡礼者の姿で表している。作品は1998年に税の代わりとしてスペイン国家に物納され、以降、マドリードのプラド美術館に所蔵されている。

## 作品
聖大ヤコブは、カトリック圏、特に国の守護聖人となっているスペインで信仰を集める聖人である。彼は、ペンテコステの後に福音書を広める伝道活動のためスペインに赴いた。エルサレムで殉教したが、その遺骸はスペインに戻され、埋葬された。墓の場所はしばらく忘れさられていたが、9世紀に発見されたその場所はサンティアゴ・デ・コンポステラと呼ばれるようになり、エルサレム、ローマと並ぶ3大巡礼地の1つとなった。
ヤコブの図像には本作のように巡礼者の杖が描きこまれ、それが彼のアトリビュート (人物を特定する事物) となっている。水を入れるためのヒョウタンもヤコブのアトリビュートであるが、本作には描かれていない。彼は肩マントを羽織り、サンティアゴ・デ・コンポステラへの巡礼者のシンボルであるホタテ貝のついた帽子をかぶっている。左手に持つ書物は福音書の教義を象徴し、彼が12使徒の1人であることを暗示する。
フアン・デ・フランデスは1496年にスペインに到着し、カスティーリャ女王イサベル1世の宮廷画家となった。彼女が死去するまでその地位にあったが、以後は一般の注文主の要求に応じて以前の祭壇画などとは違う、新しいタイプの作品を制作しなければならなくなった。真面目な表情のヤコブが画面の大半を占めている本作はそうした作品の1つであり、画家が展開した様式をよく示している。とはいえ、光と風景の扱いに対する画家の感受性は明白に保たれている。